# Коло (фільм)
Коло (англ. The Circle) — американо-канадський трилер 2002 року.

## Сюжет
В елітній академії «Рансі» панує залізна дисципліна і суворий порядок. Тут вміють зберігати таємниці, тому лише обрані студенти знають, що в їх рядах існує таємна група «Коло», яка карає винних, захищає слабких і влаштовує загадкові нічні зібрання. Вкравши напередодні важливого іспиту правильні відповіді, члени «Кола» отримують вищі оцінки, але їх підозрює у фальсифікації суворий старший наставник, який давно хоче розправитися зі сміливими хлопцями. Незабаром у стінах древньої школи починається справжня війна з змовами, допитами і безневинними жертвами, і здається, що «Коло» буде знищене, однак спритним студентам вдається з'ясувати, що їх головний ворог не так вже безгрішний, як здається на перший погляд.

## У ролях
- Тріт Вільямс — містер Спенсер Рансі
- Робін Данн — Алекс Десінею
- Джанпаоло Венута — Джетсони Харлоу
- Деніел Енрайт — Деміан Карті
- Ділан Троубрідж — Бейкер Салсбері
- Дж. Адам Браун — Джон Фрейзер
- Джемі Робінсон — Маркус Фолкнер
- Малін Акерман — Тесс
- Аарон Пул — Смітті Джейкобсон
- Гордон Каррі — Том Вілкінсон
- Стюарт Арнотт — містер Тернер
- Алекс Харзі — детектив Разатос
- Анайа Фаррелл — детектив Сабріна